# Pla de Mallorca
La Pla de Mallorca (officiellement en catalan ; anciennement Llanura de Mallorca) est une comarque de l'île de Majorque de la communauté autonome des Îles Baléares en Espagne.
Son nom signifie la « plaine de Majorque » en raison de la nature de ses terrains et de leur utilisation pour les cultures agricoles irriguées (légumes, blé et même riz) qui s'opposent aux régions plus montagneuses ou vallonnées de l’île, la plaine étant alimentée en eau via le système orofluvial venant essentiellement des montagnes ou collines qui l'encadre sur 3 côté jusqu'à côte au nord-est de l'île.

## Communes
| Commune              | Habitants |
| -------------------- | --------- |
| Algaida              | 4 827     |
| Ariany               | 839       |
| Costitx              | 1 023     |
| Lloret de Vistalegre | 1 249     |
| Llubí                | 2 202     |
| Maria de la Salut    | 2 161     |
| Montuïri             | 2 749     |
| Muro                 | 7 058     |
| Petra                | 2 856     |
| Porreres             | 5 272     |
| Sant Joan            | 1 956     |
| Santa Eugènia        | 1 562     |
| Santa Margalida      | 11 207    |
| Sencelles            | 3 006     |
| Sineu                | 3 398     |
| Vilafranca de Bonany | 2 782     |